# Ville royale de la république des Deux Nations

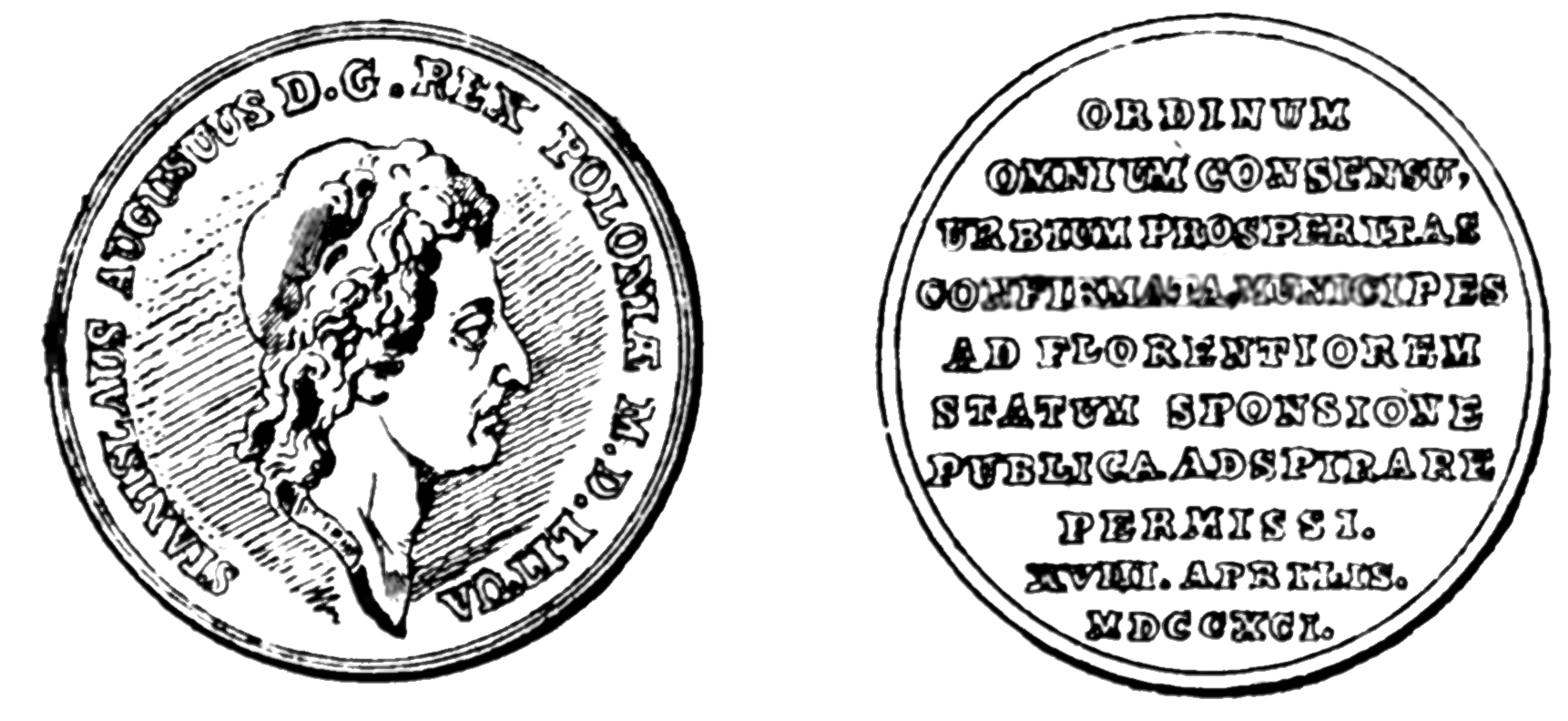
Médaille commémorative de la loi sur les villes

Dans l'histoire de la Pologne, une ville royale (en polonais miasto królewskie) était un établissement urbain situé sur les terres de la couronne (la królewszczyzna) du Royaume puis de la République.
Les villes royales les plus influentes jouissaient du droit de vote aux élections libres (c'est-à-dire durant une période s'étendant de 1572 à 1791). Ces villes étaient Gdańsk, Varsovie, Cracovie, Poznań, Lwów, Wilno, Toruń, Lublin, Kamieniec et Elbląg. Parmi les autres villes royales importantes figuraient Gniezno (capitale ecclésiastique de la Pologne et ancienne capitale de la Pologne du début du Moyen Âge), Płock (ancienne capitale de la Pologne médiévale), Grodno (lieu de réunion du Sejm avec Varsovie), Bydgoszcz et Piotrków (emplacements du Tribunal de la Couronne aux côtés de Lublin).

## Loi sur les villes
Le 18 avril 1791, le Grand Sejm a adopté la loi sur les villes royales libres, incluse comme article III dans la Constitution du 3 mai 1791.
La loi accordait un certain nombre de privilèges aux résidents des villes royales. Bon nombre de ces privilèges et droits ont déjà existaient déjà et étaient juste confirmés par la nouvelle loi. Elle instaure également certains droits dont ne jouissaient auparavant que les membres de la szlachta.

## Illustrations

### Châteaux et résidences royales
Exemples de châteaux royaux polonais et de résidences trouvés dans les anciennes villes royales de Pologne :

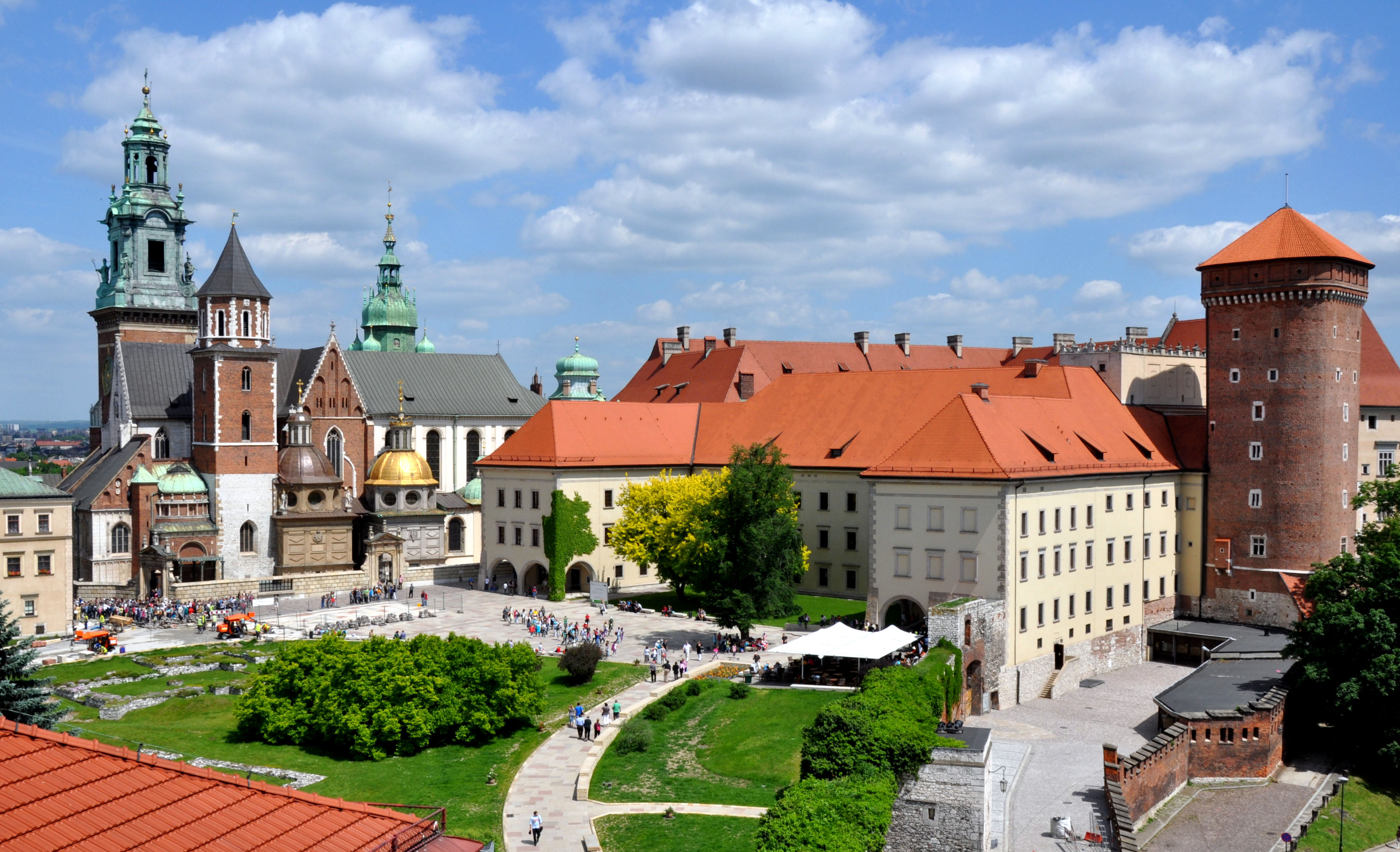
Château de Wawel, Cracovie
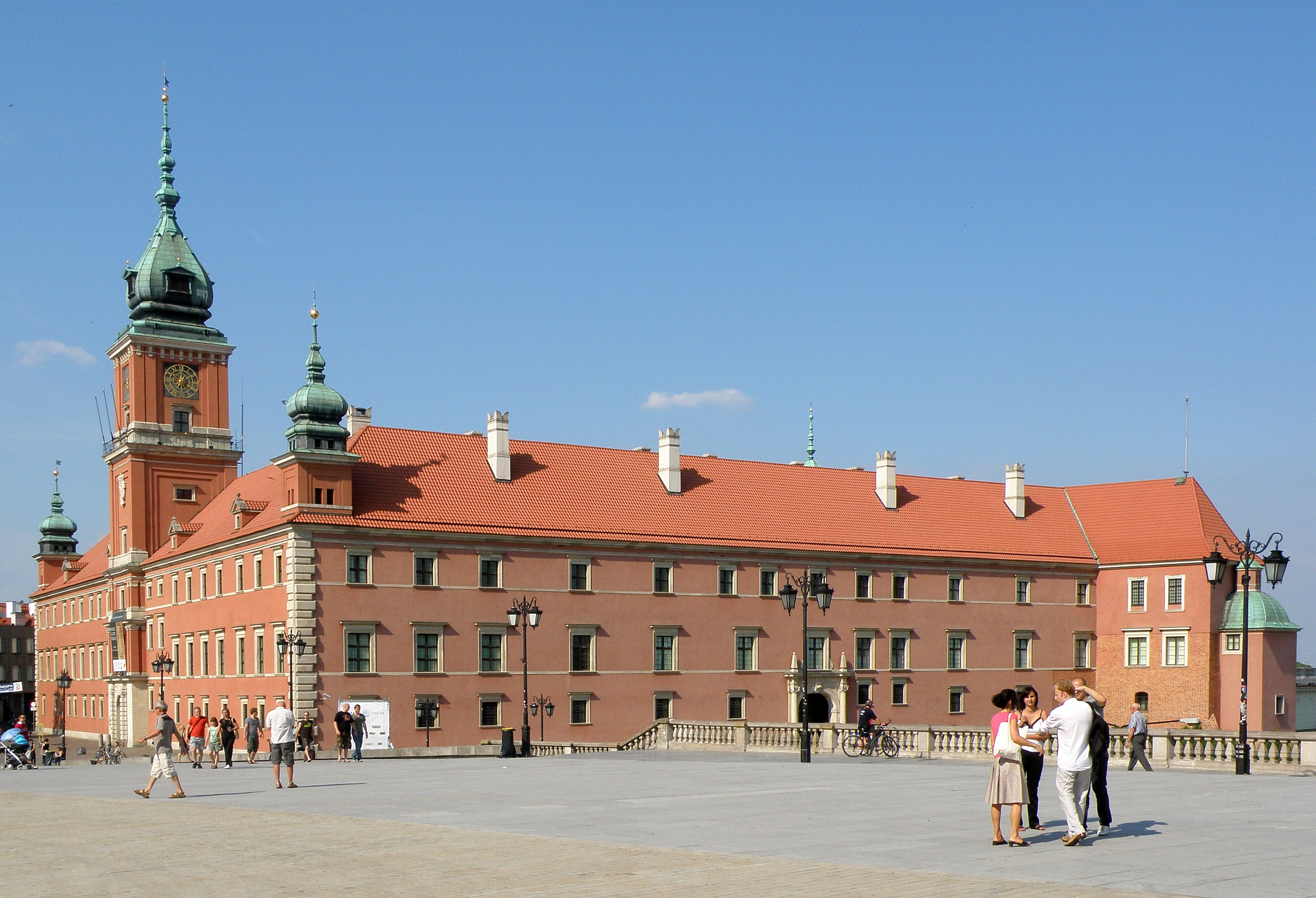
Palais royal, Varsovie
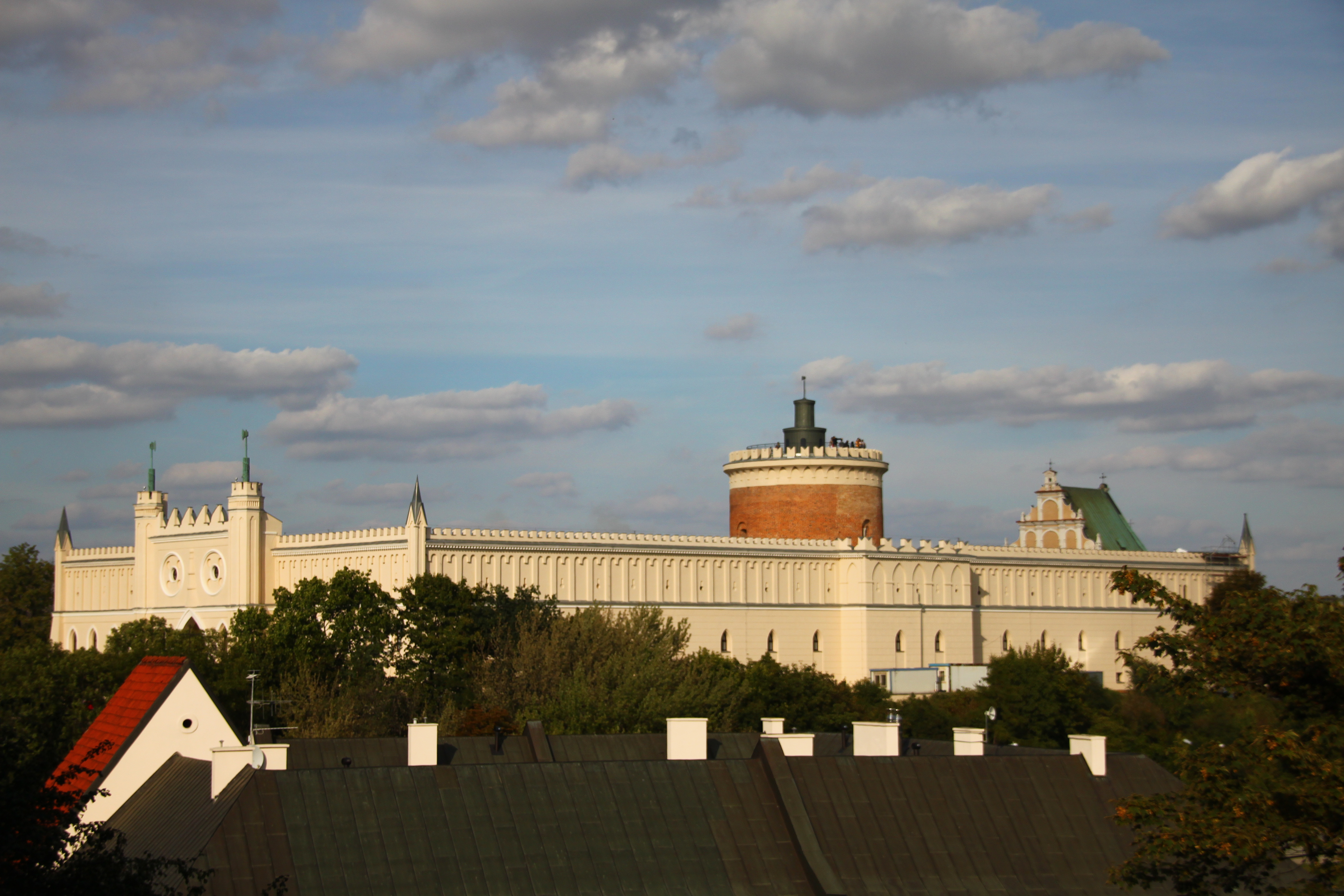
Lublin
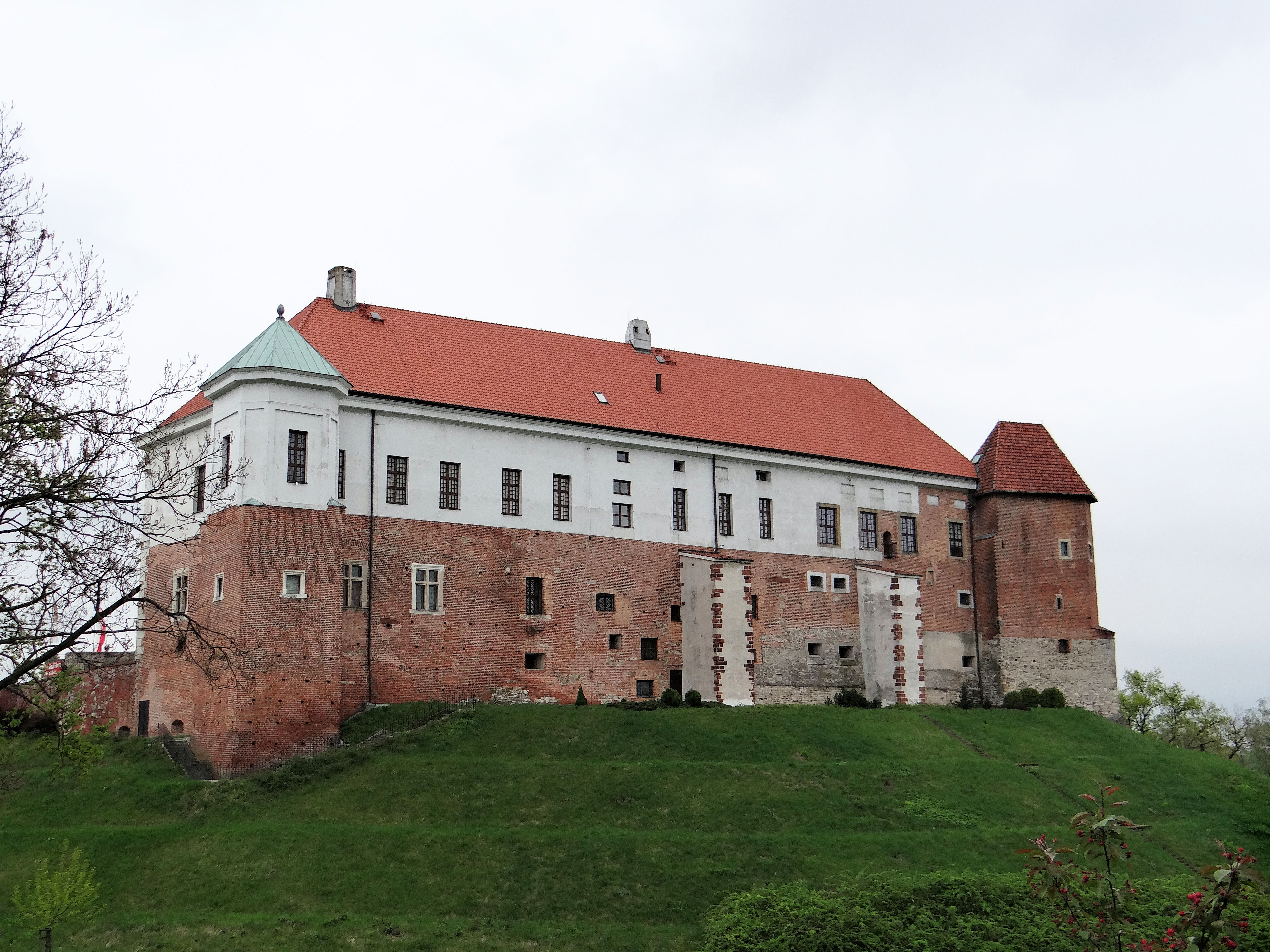
Sandomierz
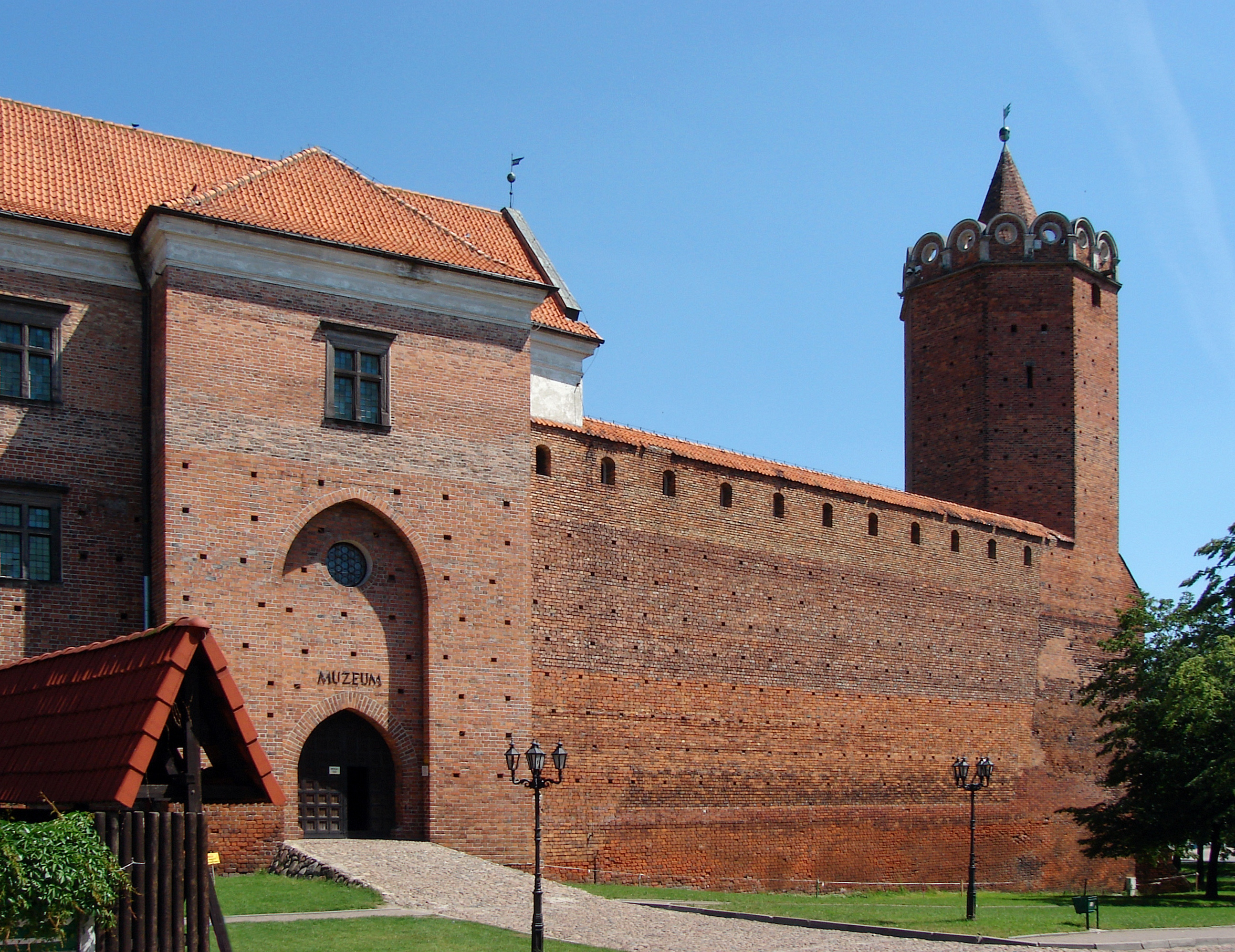
Łęczyca
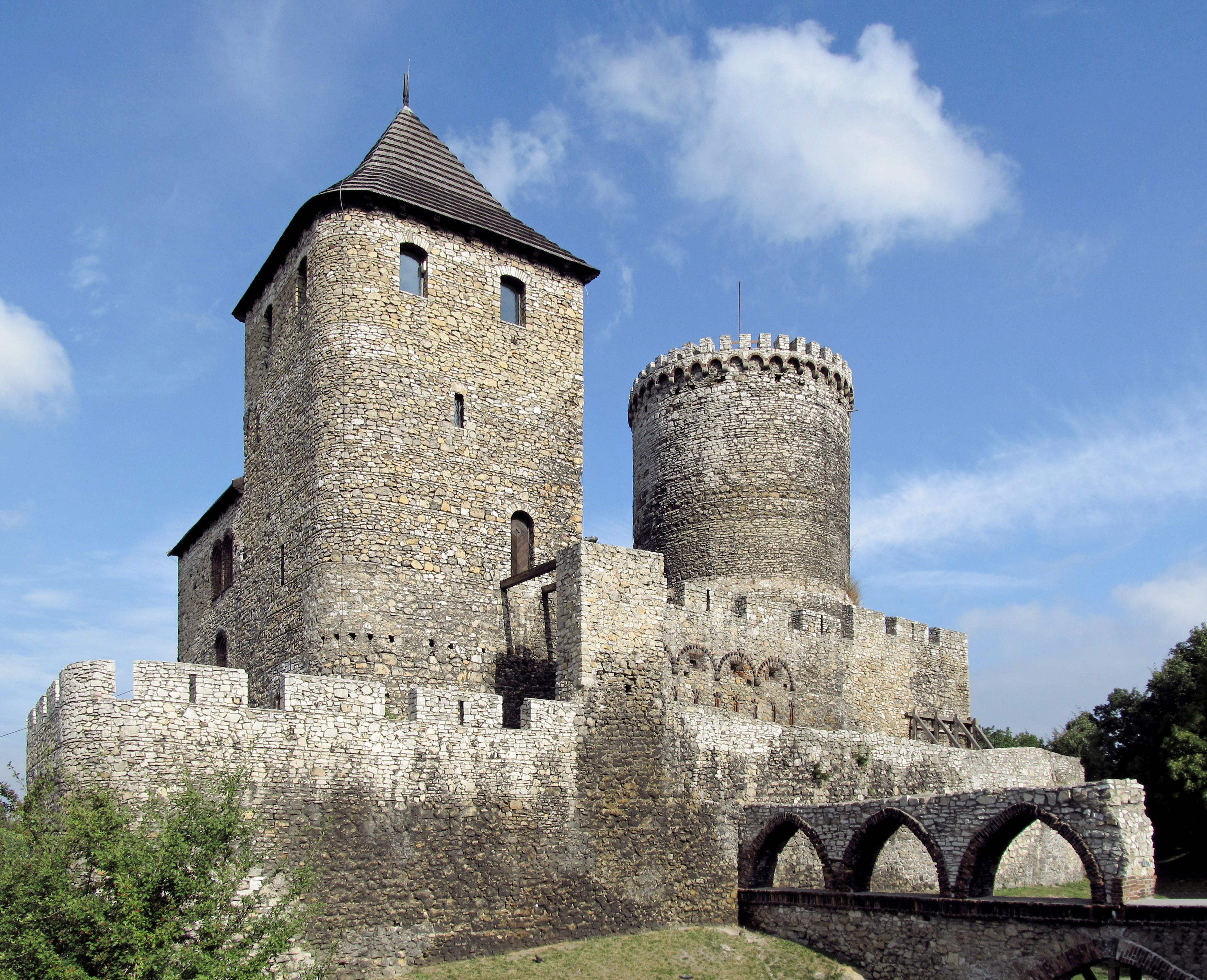
Będzin
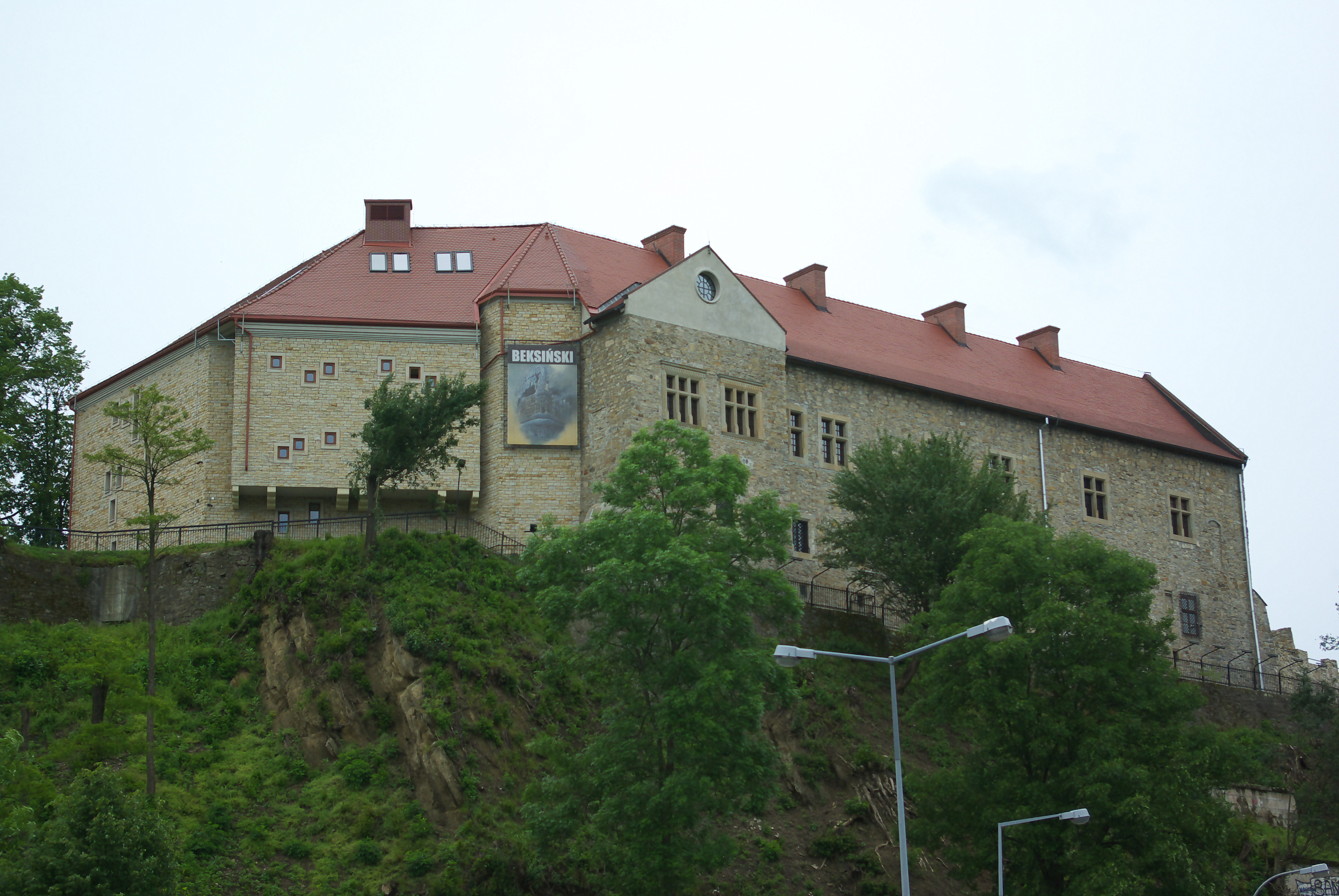
Sanok
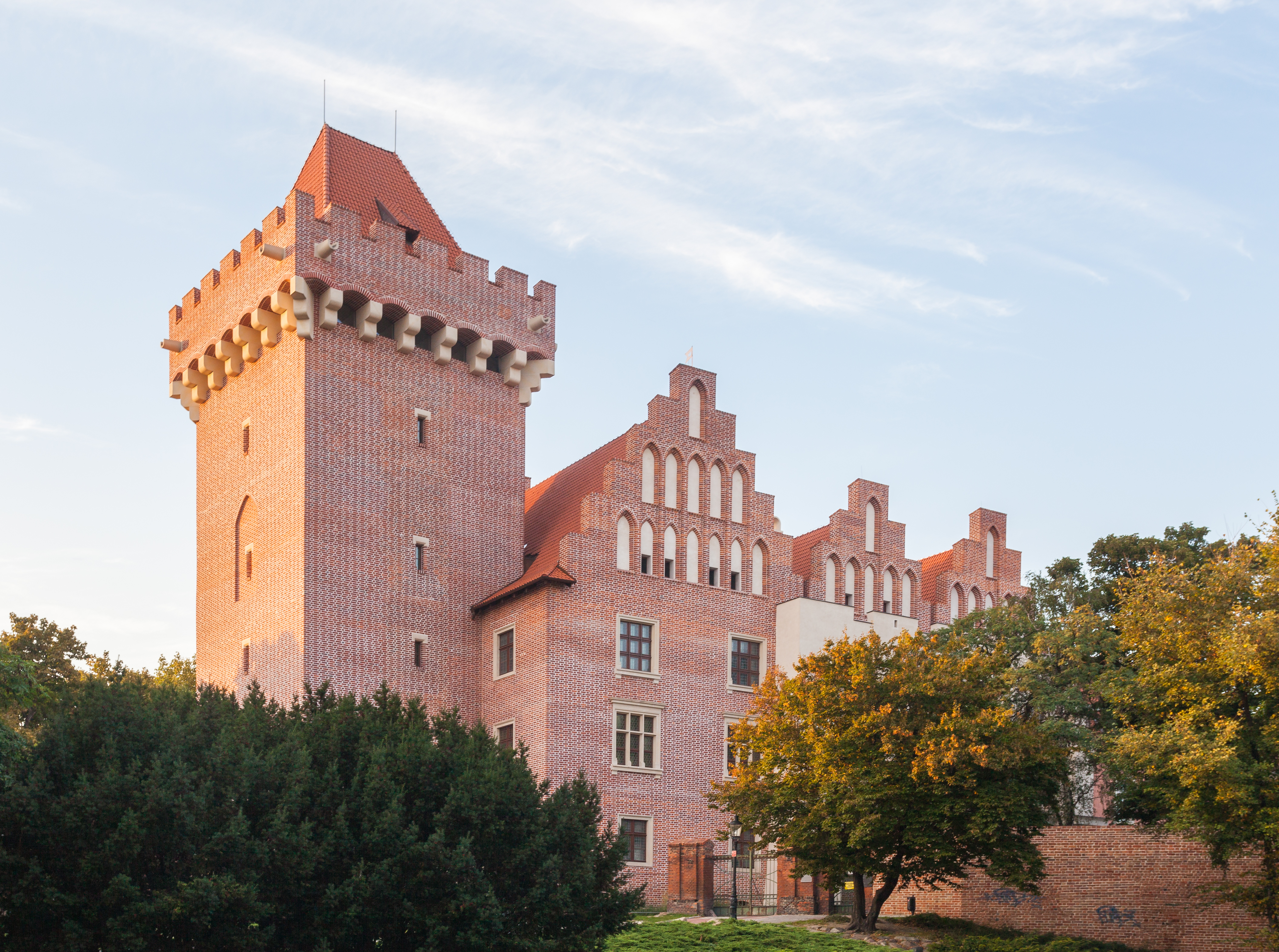
Poznań
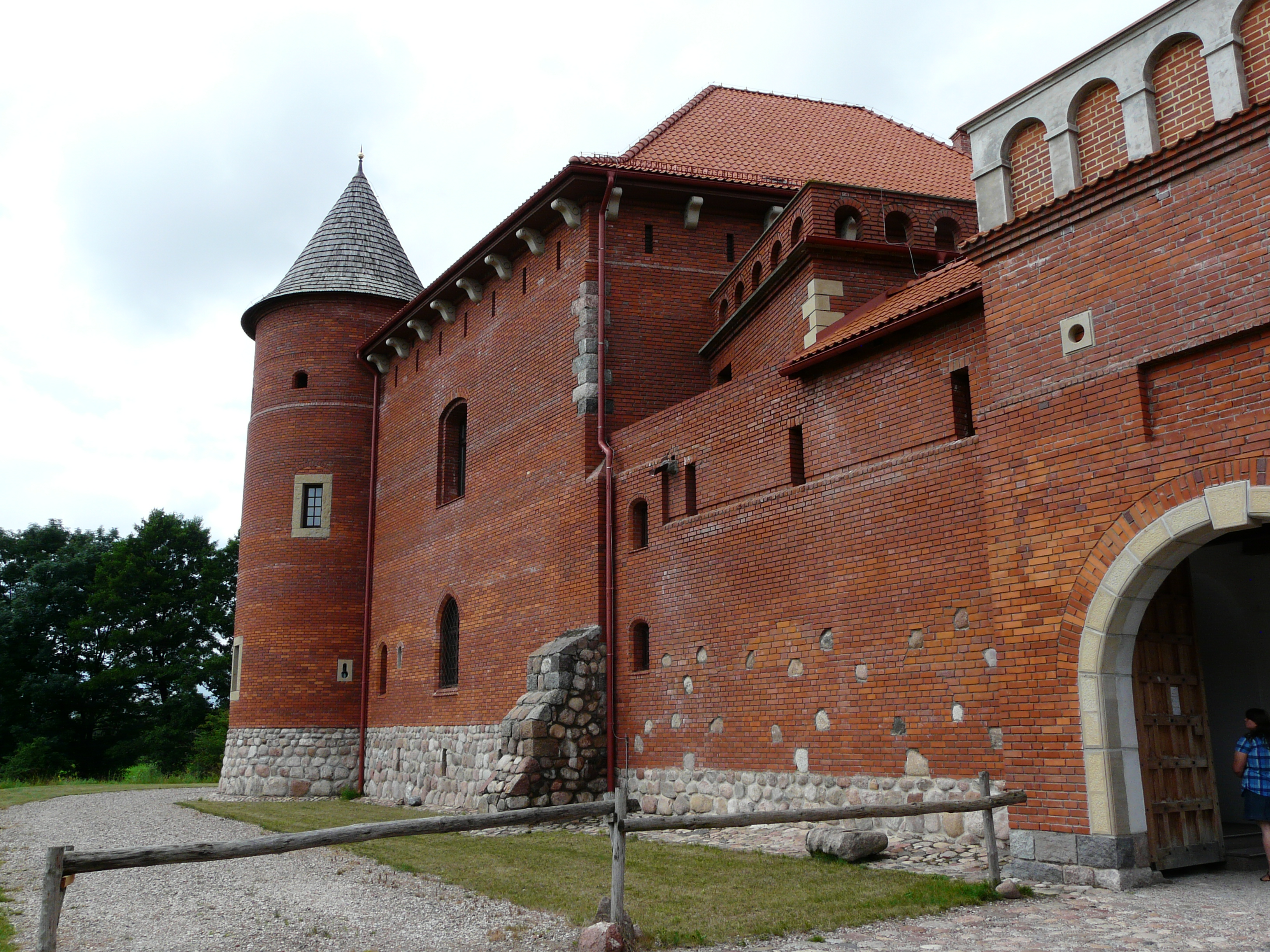
Tykocin
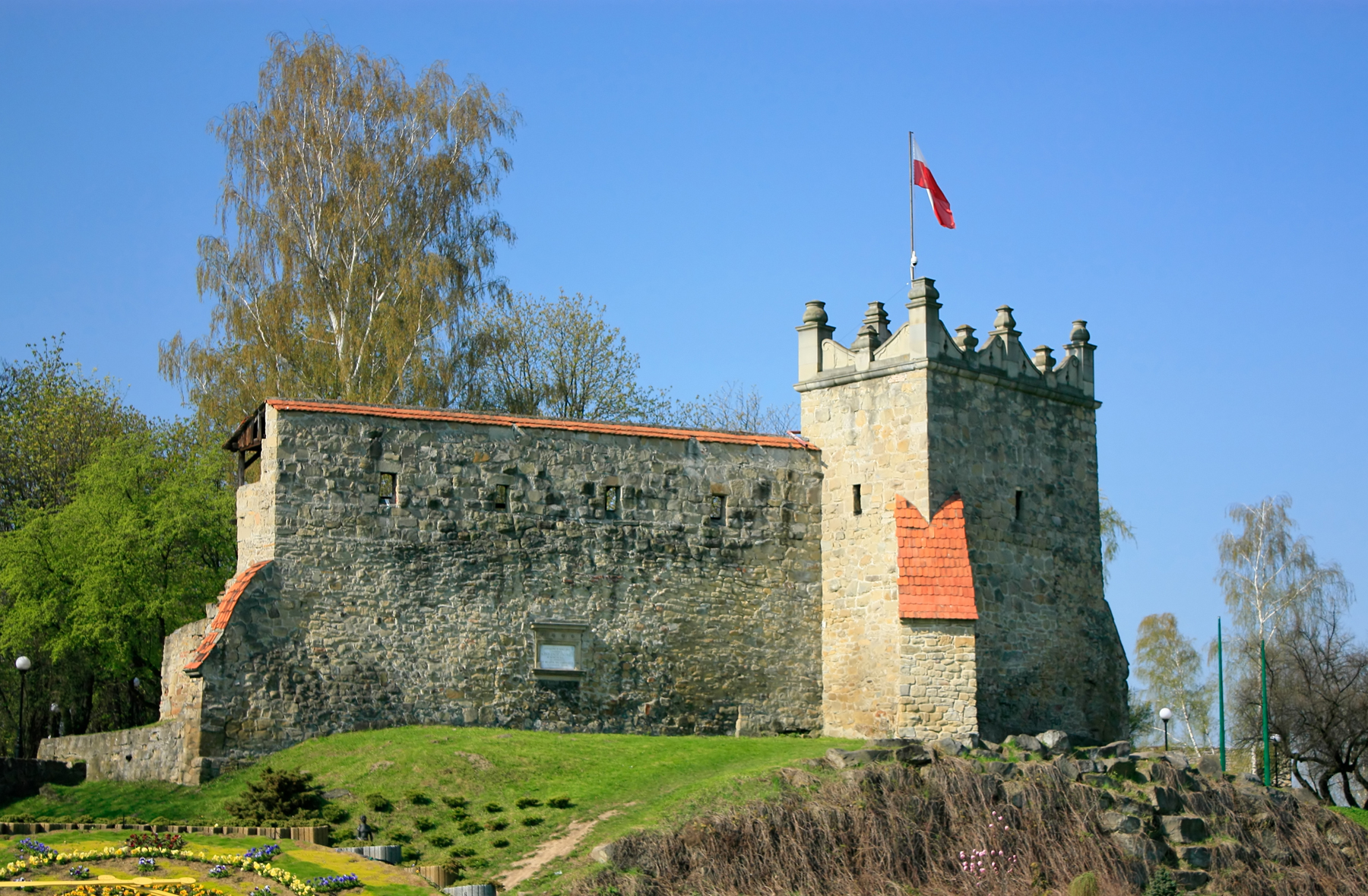
Nowy Sącz
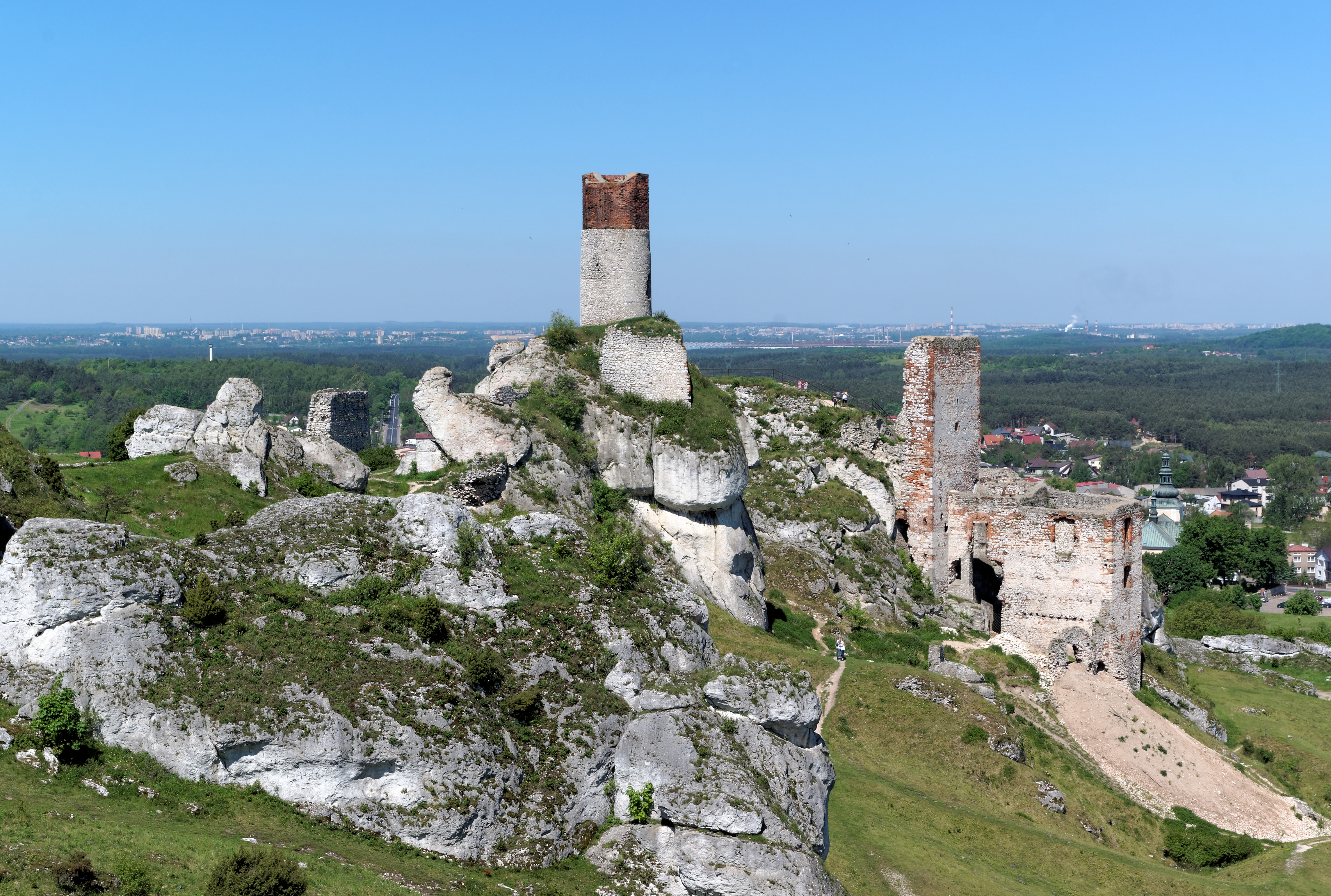
Olsztyn
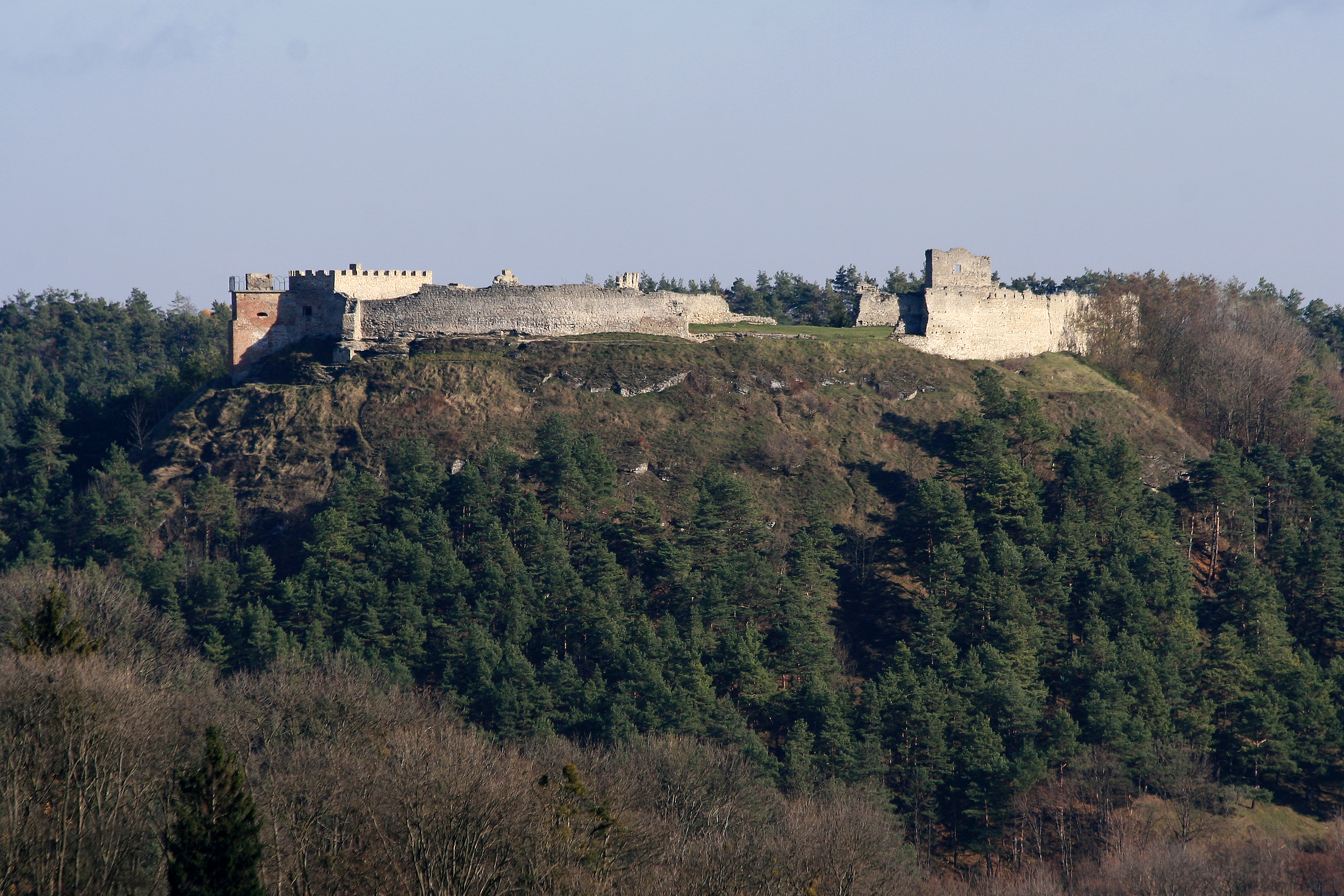
Kremenets
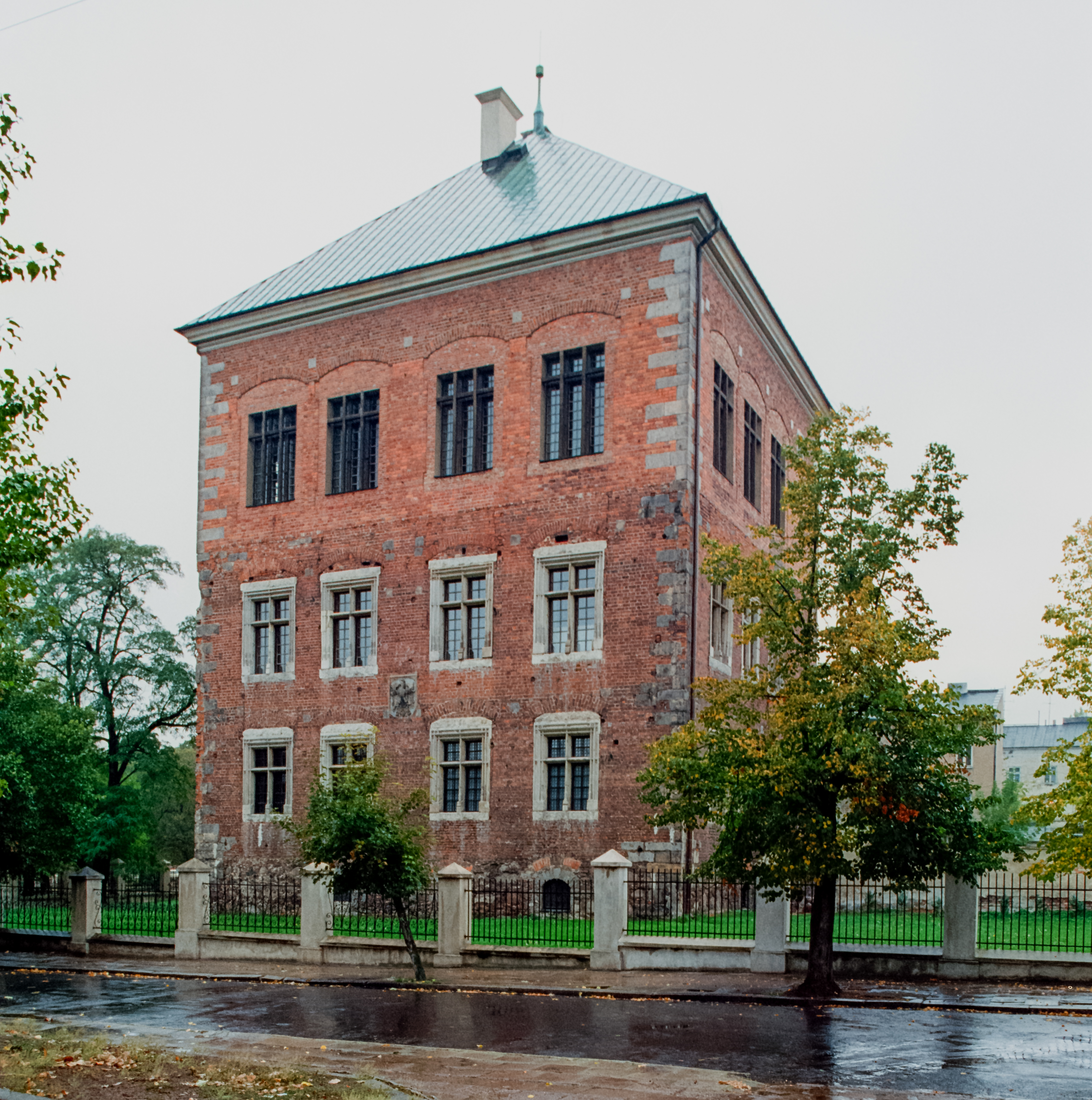
Piotrków Trybunalski
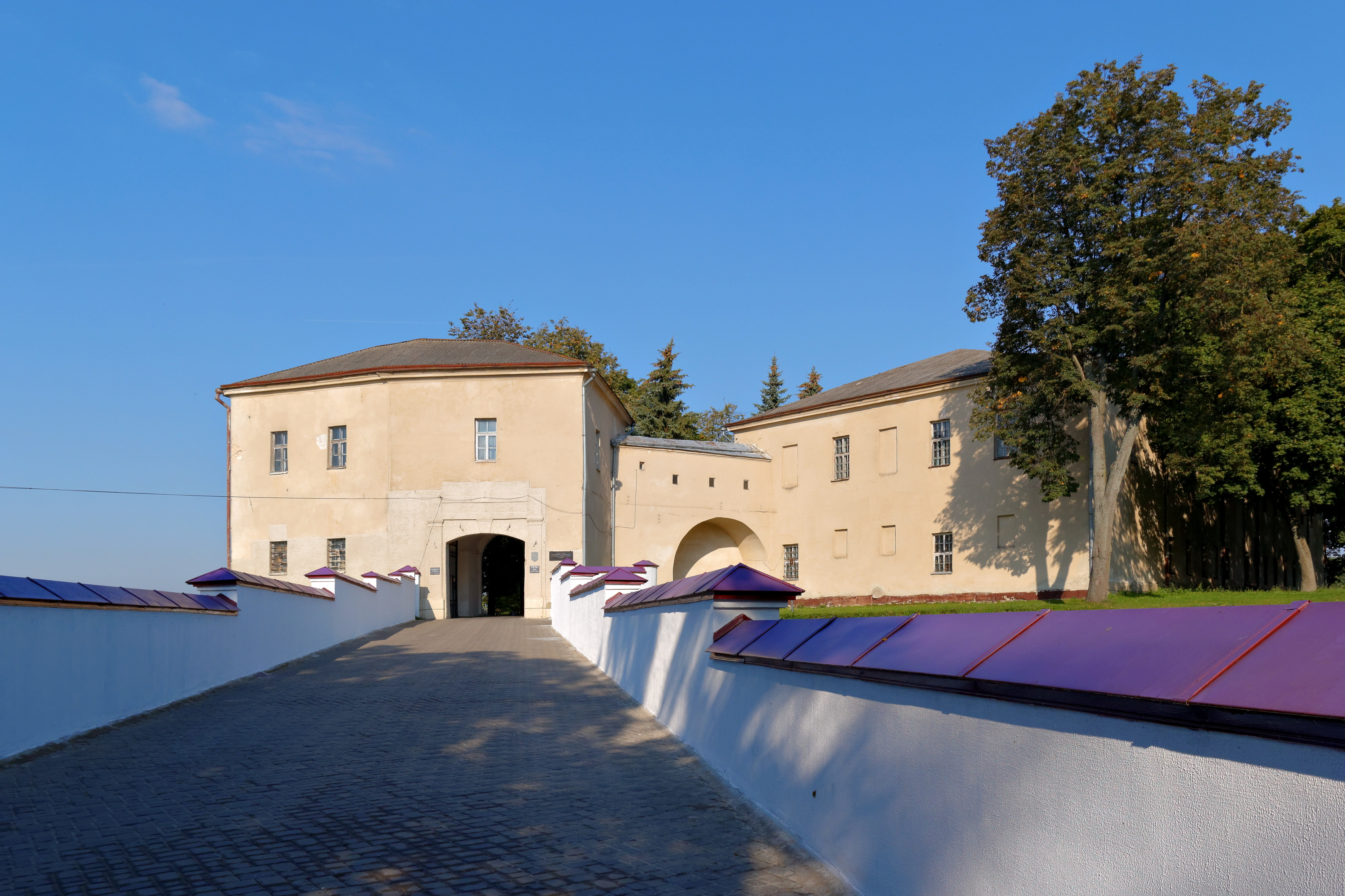
Grodno
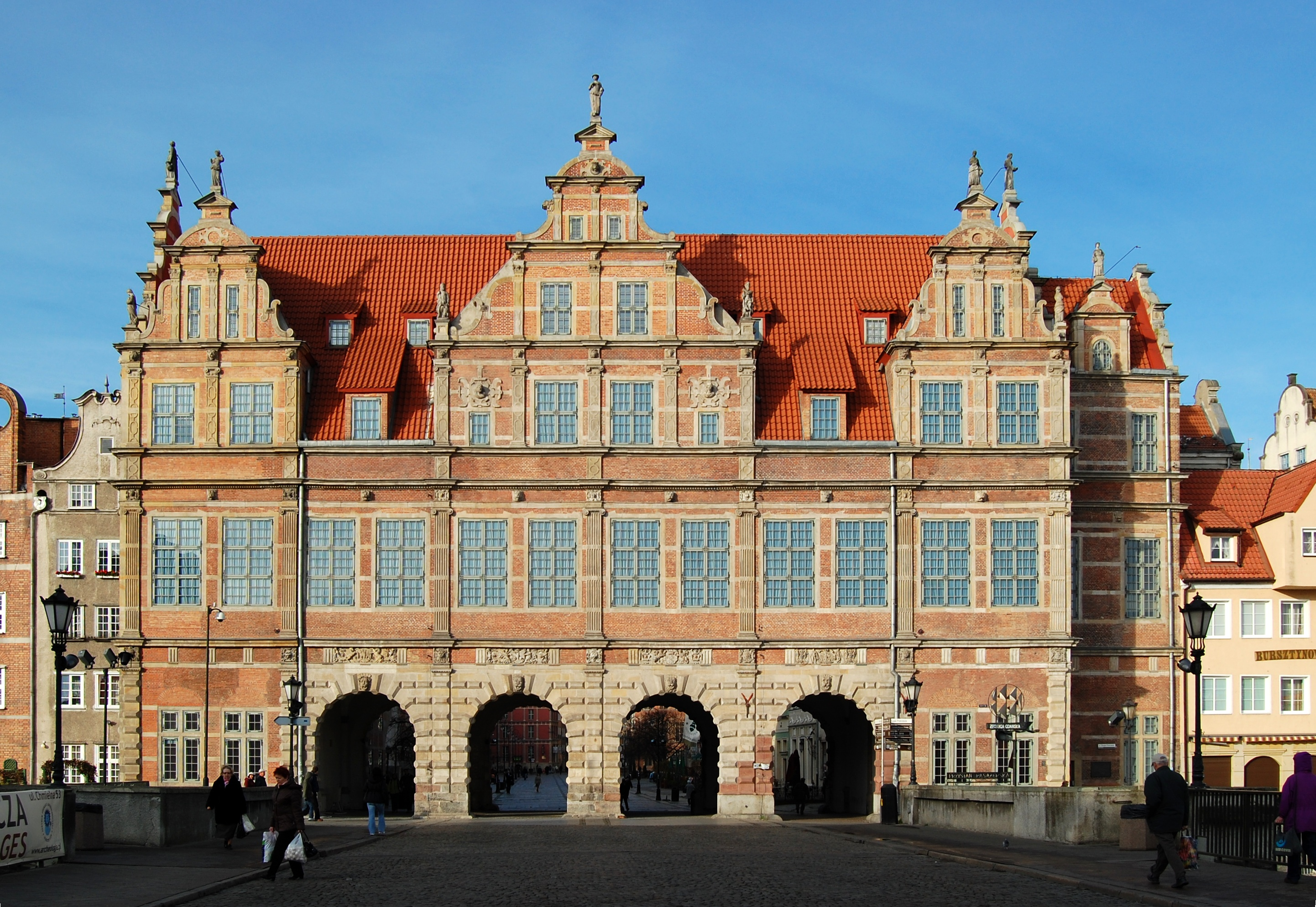
Gdańsk

### Vieilles villes
Des exemples de centres historiques de villes royales polonaises comprennent:

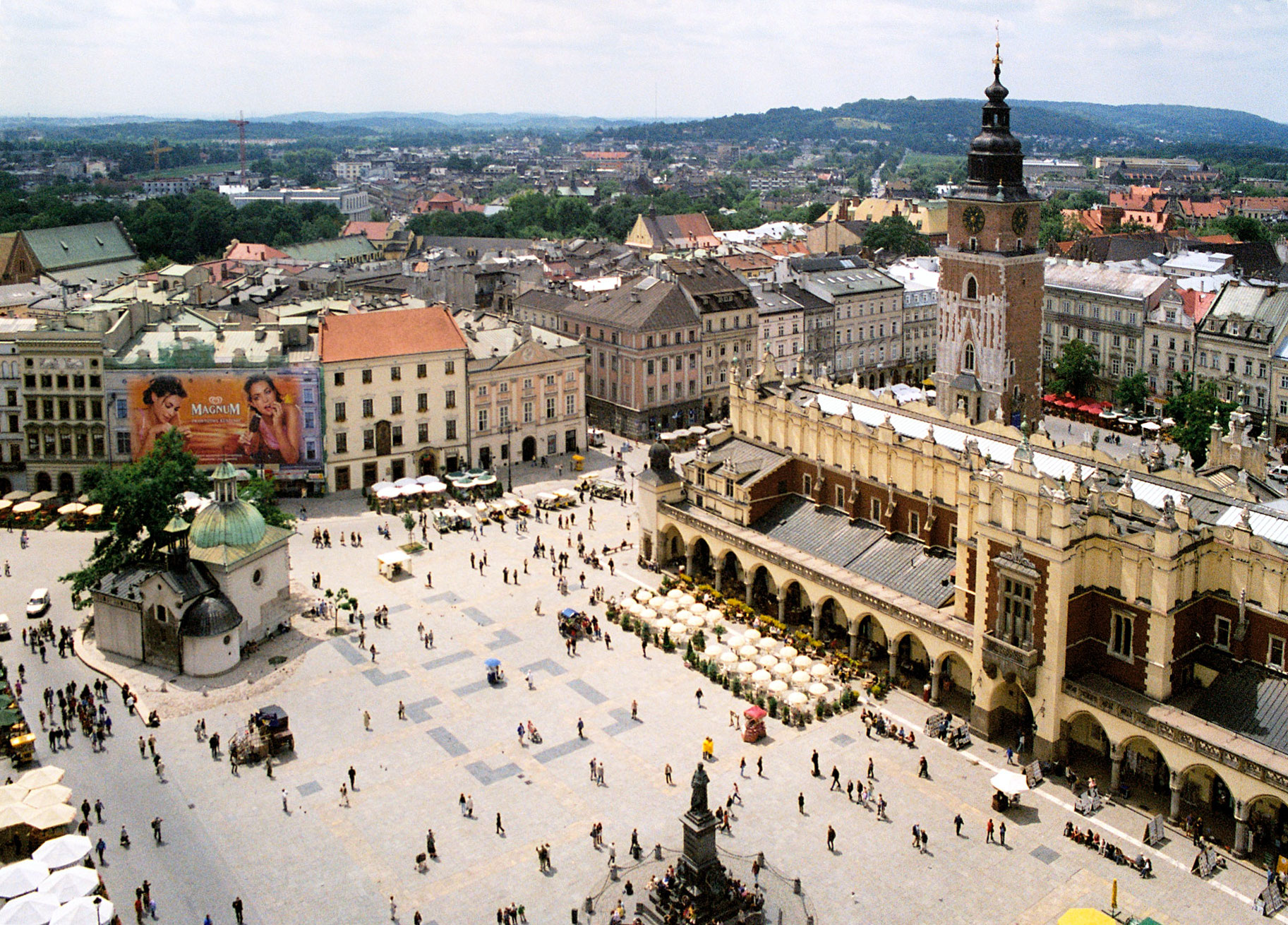
Vieille ville de Cracovie
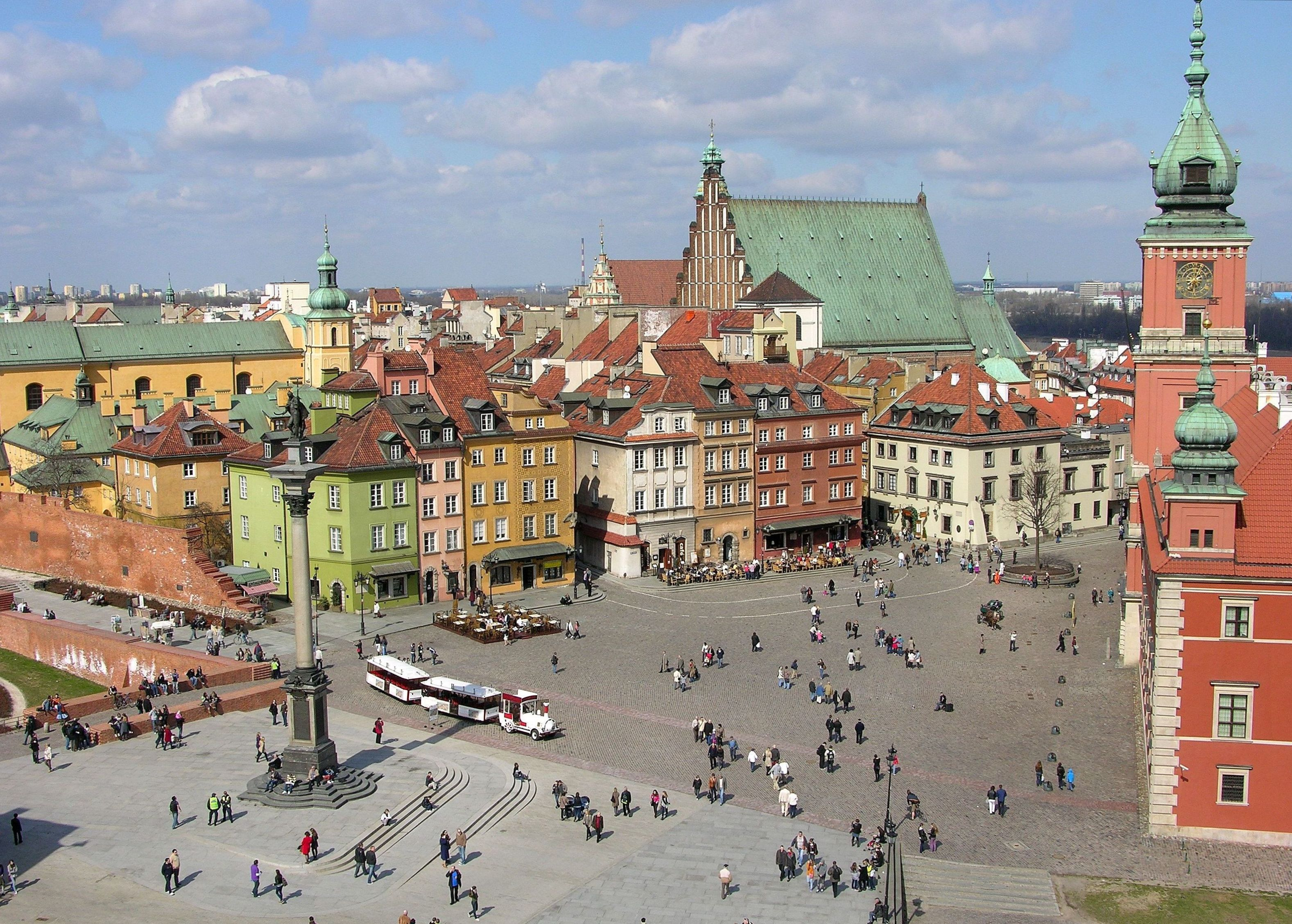
Vieille ville de Varsovie
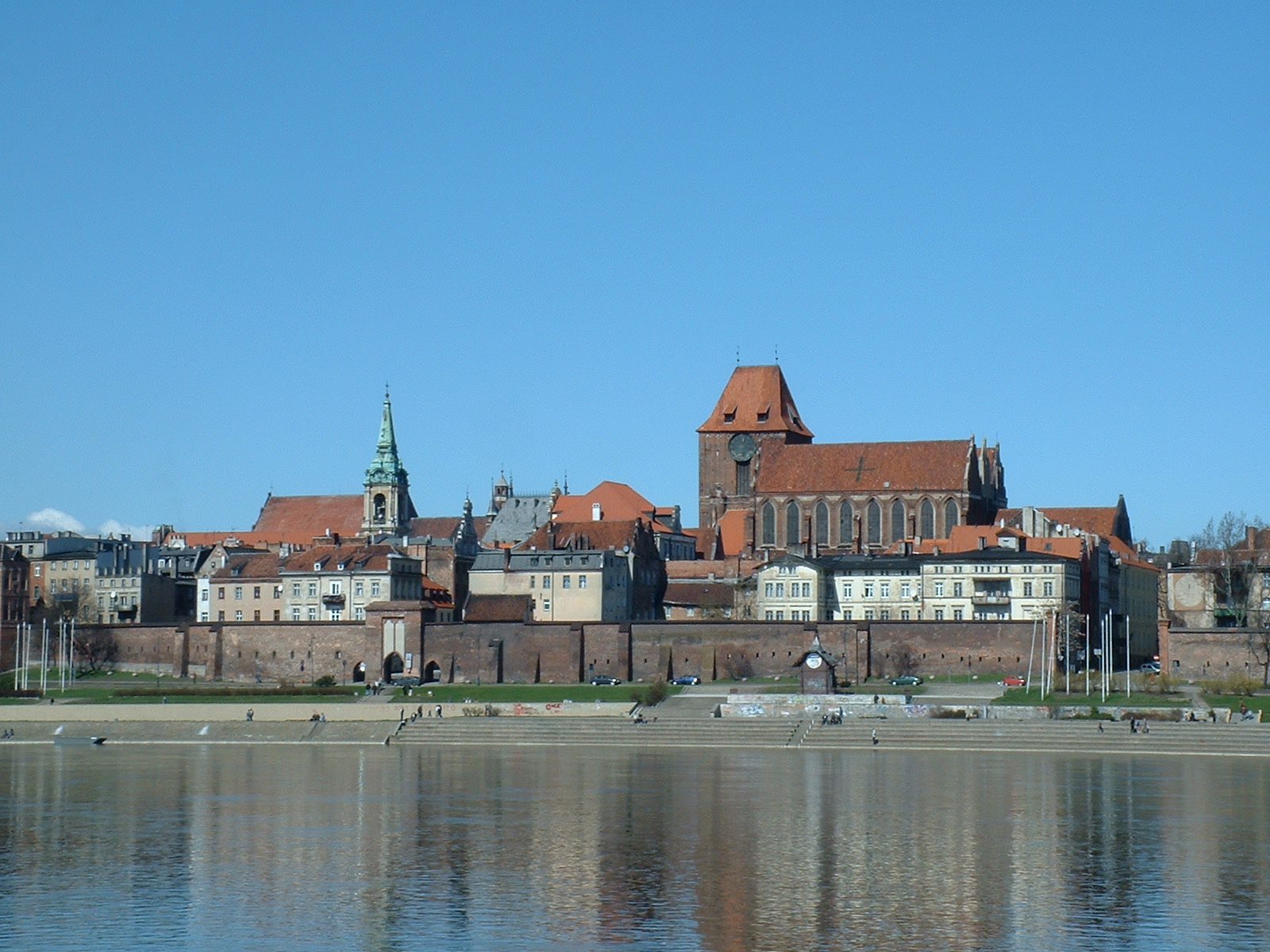
Ville médiévale de Toruń
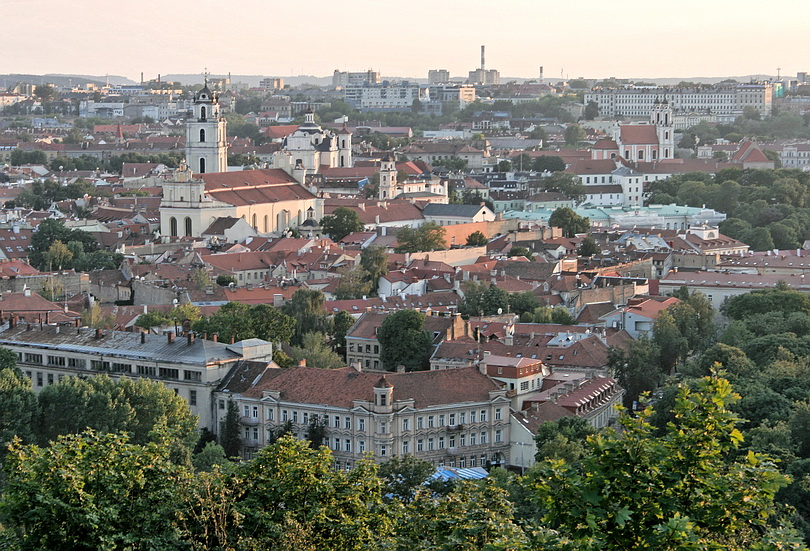
Vilnius
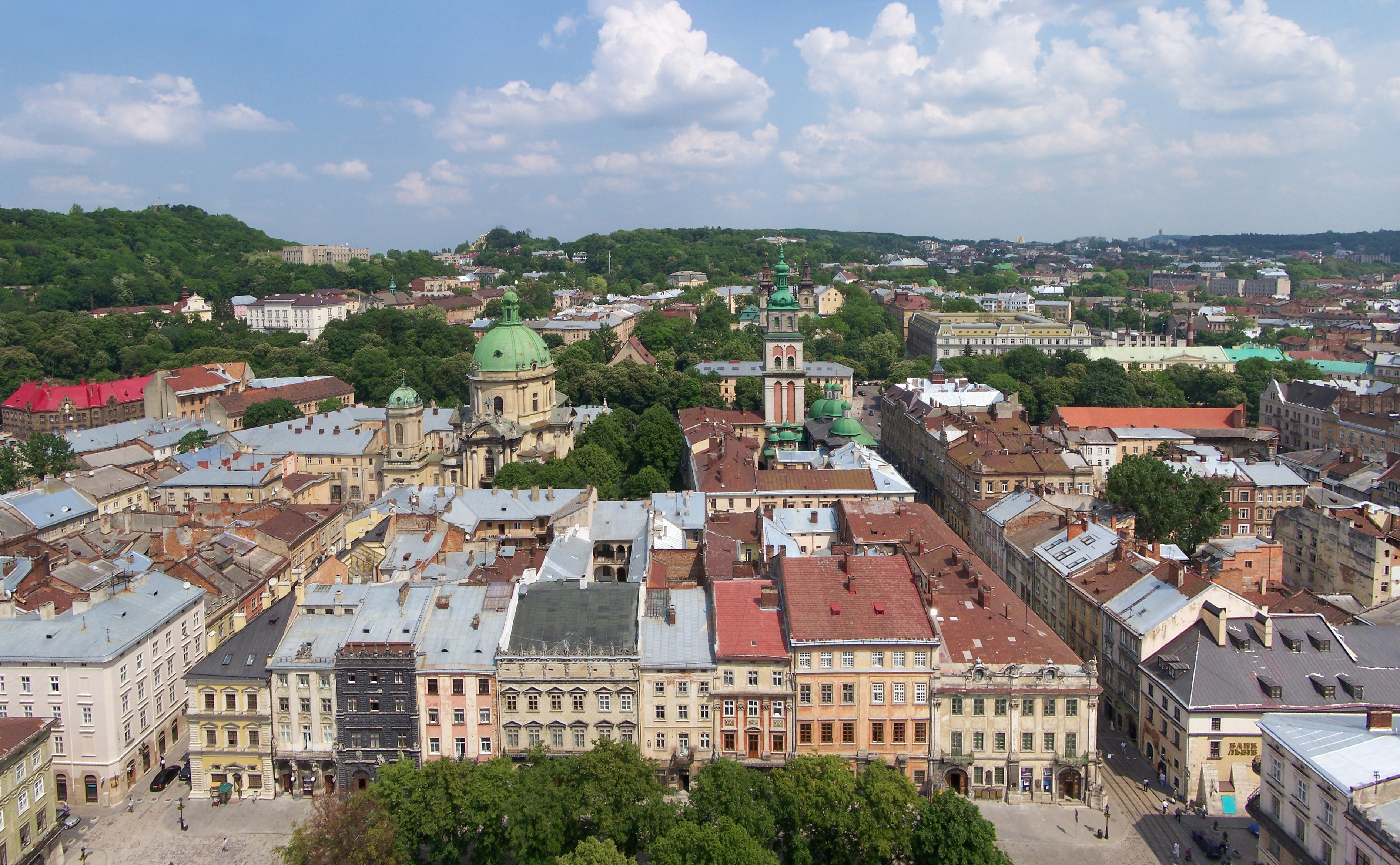
Vieille ville de Lviv
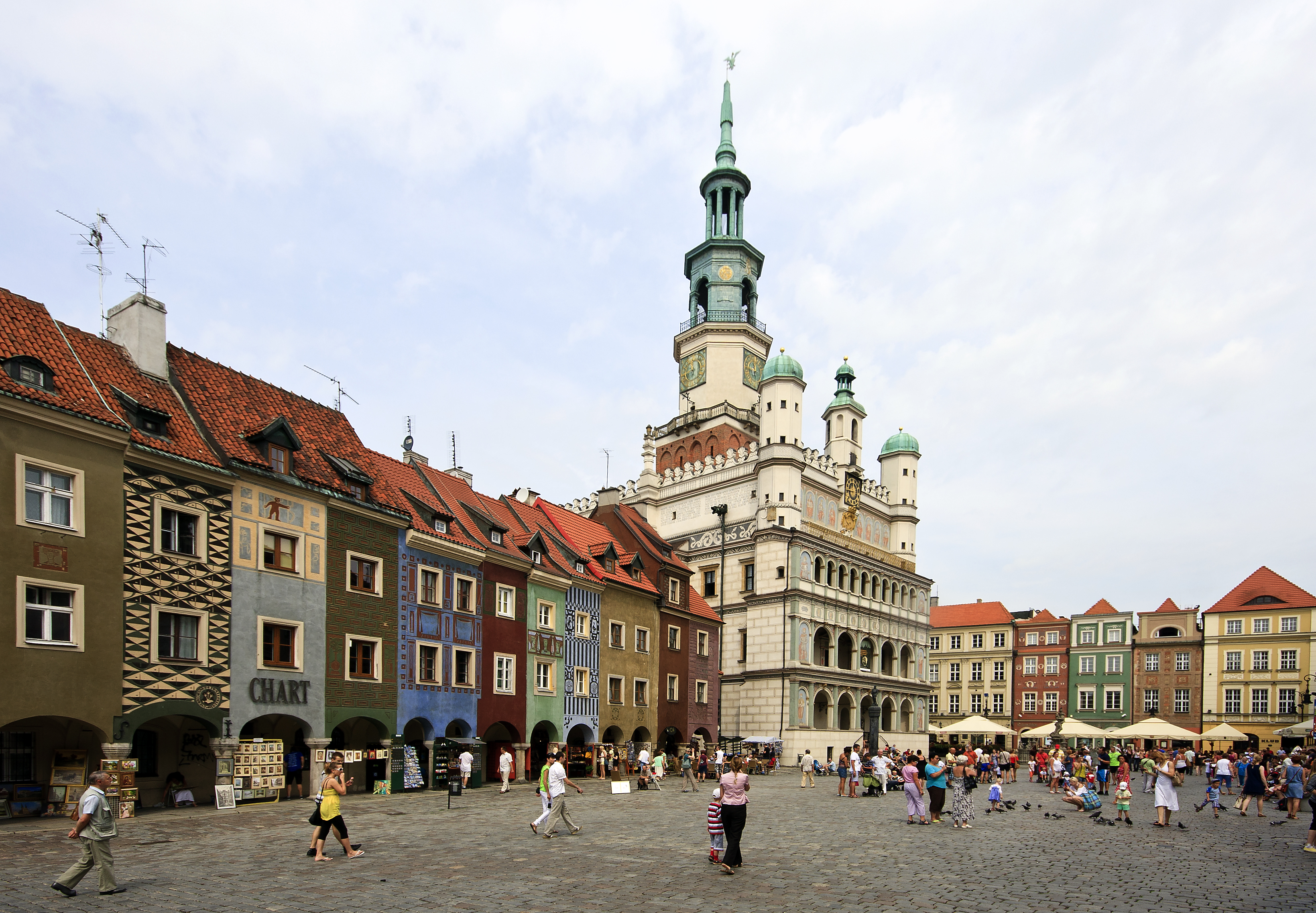
Poznań
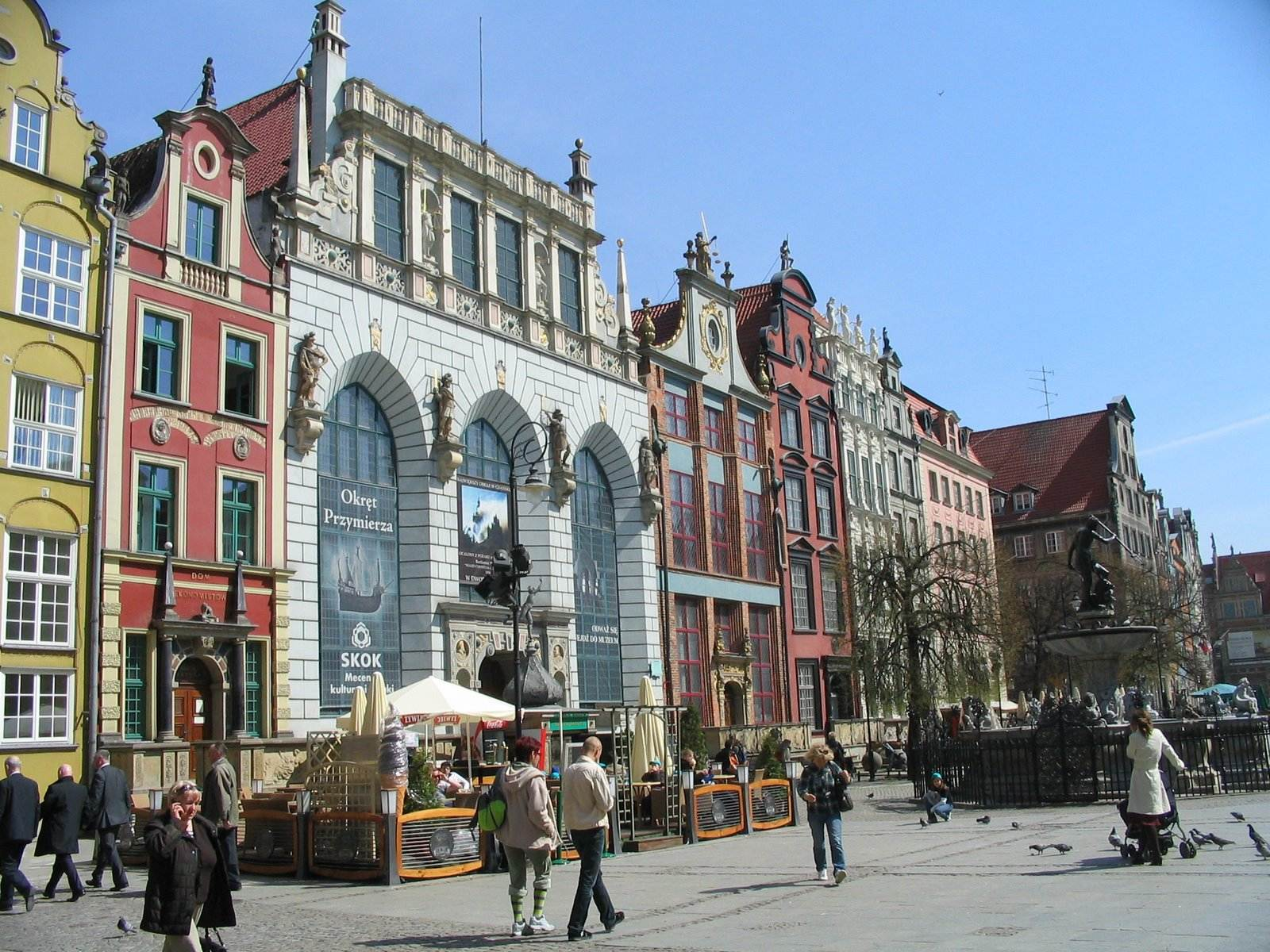
Gdańsk
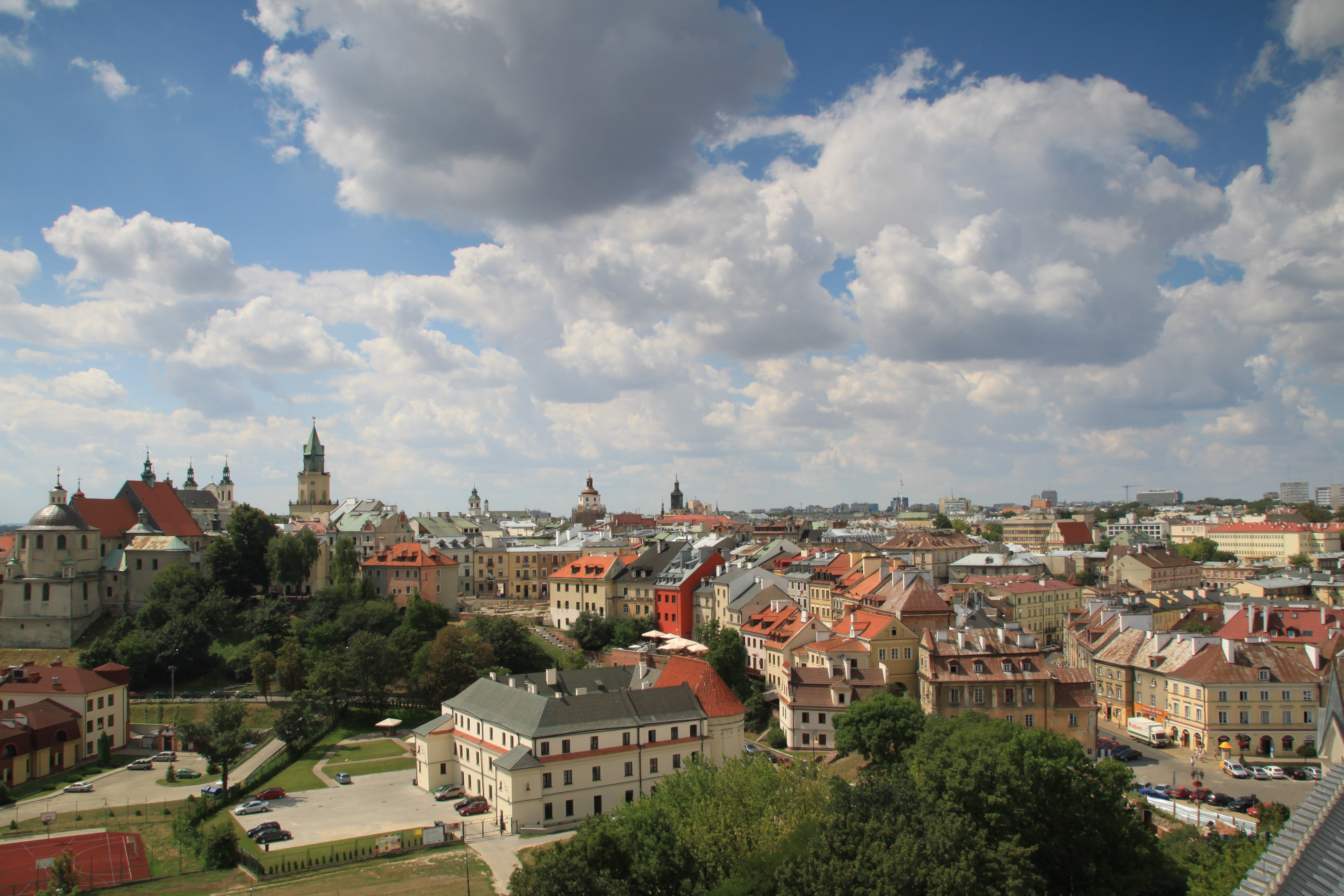
Lublin
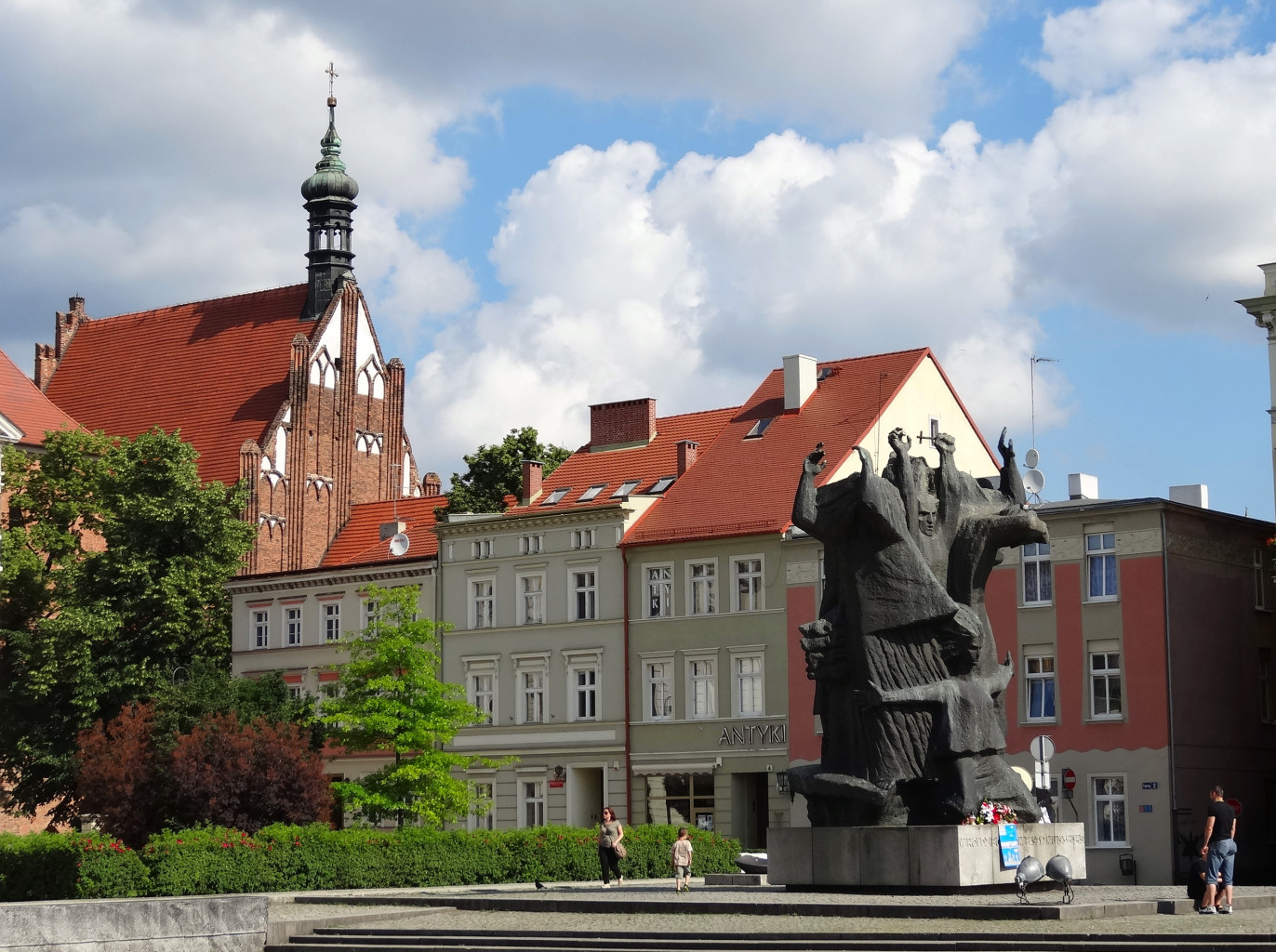
Bydgoszcz
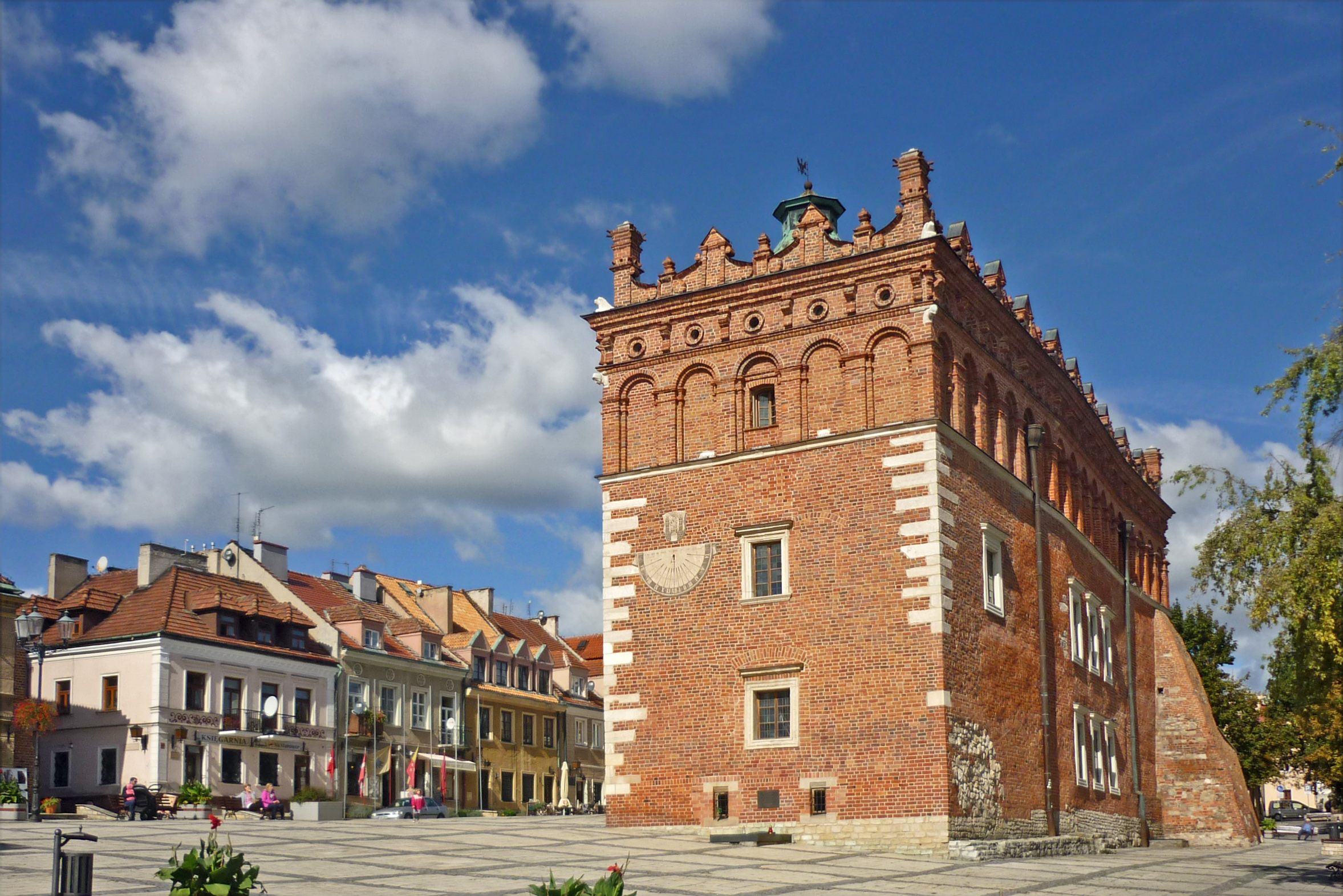
Sandomierz